# Wacholderfrankolin
Der Wacholderfrankolin oder Dschibuti-Frankolin (Pternistis ochropectus, Syn.: Francolinus ochropectus) ist eine Vogelart aus der Familie der Fasanenartigen. Die Art ist endemisch in Dschibuti und vor allem durch Habitatzerstörung vom Aussterben bedroht.

## Beschreibung
Wacholderfrankoline sind wie alle Vertreter der Gattung recht rundliche, kurzschwänzige, bodenbewohnende Laufvögel. Sie haben eine Körperlänge von etwa 35 cm. Die Oberseite ist einfarbig graubraun, nur der Nacken ist rotbraun. Die Unterseite ist auf weißlichem Grund kräftig braun gefleckt und gestrichelt. Der Schnabel ist schwarz, die Beine sind grüngelb. Die Rufe bestehen aus einem rasselnden „irk, irk, irk-kekekekekeke“, nach hinten abfallend und mit einem kichernden Gurgeln (chuckled gurgle) endend.

## Verbreitung

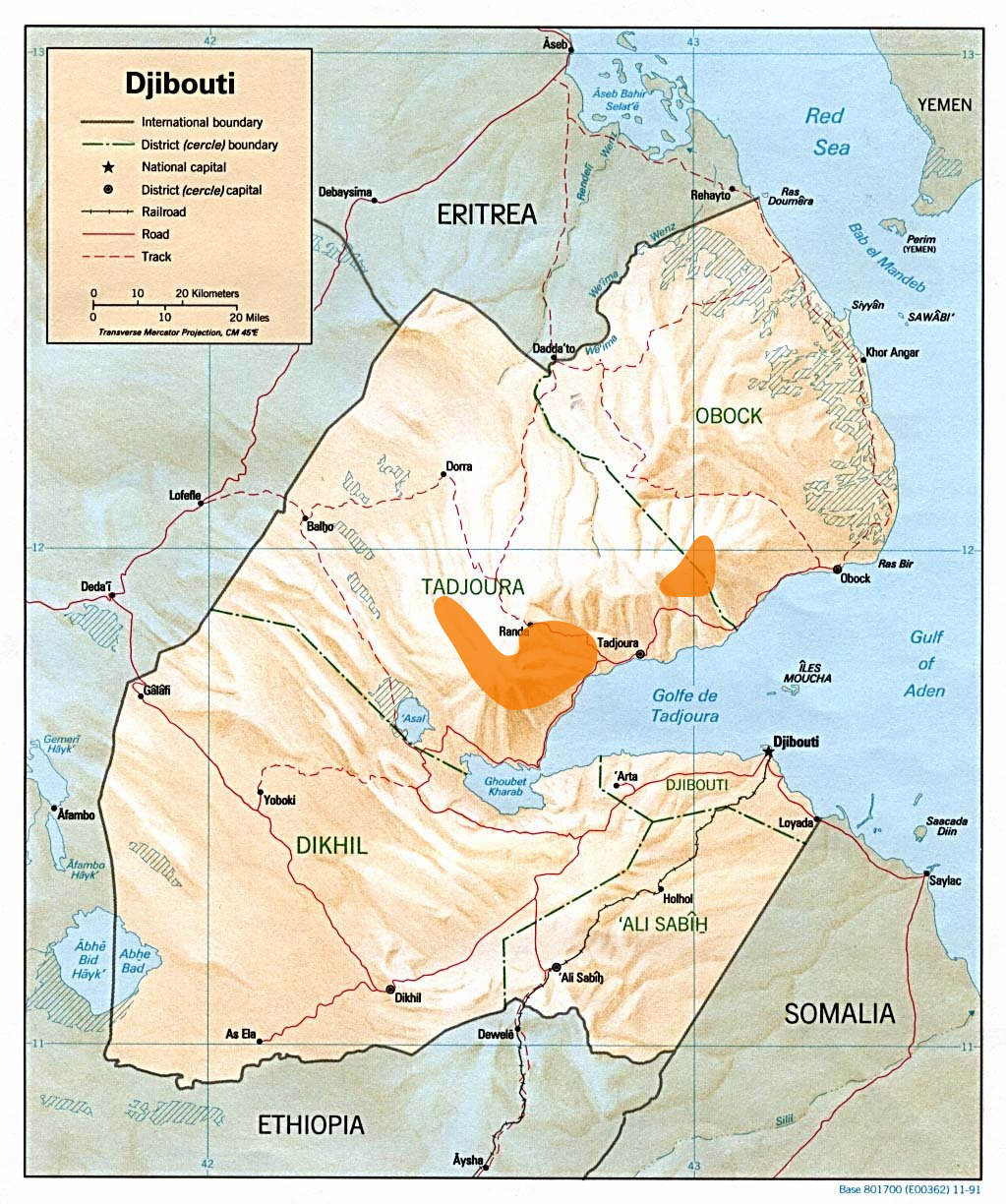
Verbreitungsgebiet (orange) des Wacholderfrankolins in Dschibuti

Der Wacholderfrankolin ist endemisch in Dschibuti. Er kommt dort nur in zwei Gebieten vor: im etwa 15 km² großen Waldgebiet Forêt du Day und in den Mabla-Bergen. Die Fläche des Gesamtverbreitungsgebietes der Art beträgt nur etwa 610 km².
Der Wacholderfrankolin bewohnt in erster Linie Wacholderwälder in 700–1500 m über NN, wurde aber auch schon in Sekundärwäldern und degradierten Wäldern festgestellt.

## Bestandsentwicklung und Gefährdung
Die Hälfte des geeigneten Habitates im Forêt du Day wurde zwischen 1977 und 1983 vernichtet, der Bestand des Wacholderfrankolins verringerte sich dort entsprechend zwischen 1978 und 1984 von 5.600 auf 1.500 Vögel. 1998 wurde der Bestand dort auf 500–1000 Vögel geschätzt. Die Größe der Population in den Mabla-Bergen ist unbekannt. Man geht insgesamt von einem Bestandsrückgang von über 90 % während der letzten 20 Jahre aus. Hauptrückgangsursachen sind Habitatzerstörung durch Überweidung und durch das Sammeln von Feuerholz, daneben spielt auch Bejagung eine Rolle.
Die Art wird seit 1994 von der IUCN als vom Aussterben bedroht (critically endangered) eingestuft.
Ein Teil des Kerngebietes Forêt du Day wurde bereits 1939 zum Nationalpark erklärt, dies blieb jedoch folgenlos und der Nationalparkstatus wird heute nicht mehr anerkannt. Weitere Projekte zum Schutz und zur Umweltbildung wurden geplant, aber aus verschiedenen Gründen nie verwirklicht. Vor kurzem wurde das Gebiet von der Regierung erneut unter Schutz gestellt, weitere Maßnahmen sind geplant.